# إلوود كوك
إلوود كوك (بالإنجليزية: Elwood Cook)‏ هو لاعب كرة قدم أمريكي، ولد في 12 يناير 1930 في سانت لويس في الولايات المتحدة. شارك مع منتخب الولايات المتحدة لكرة القدم. أما مع النوادي، فقد لعب مع St. Louis Kutis S.C. ‏.

## وصلات خارجية
- إلوود كوك على موقع أوليمبيديا (الإنجليزية)